# Blue Hotel

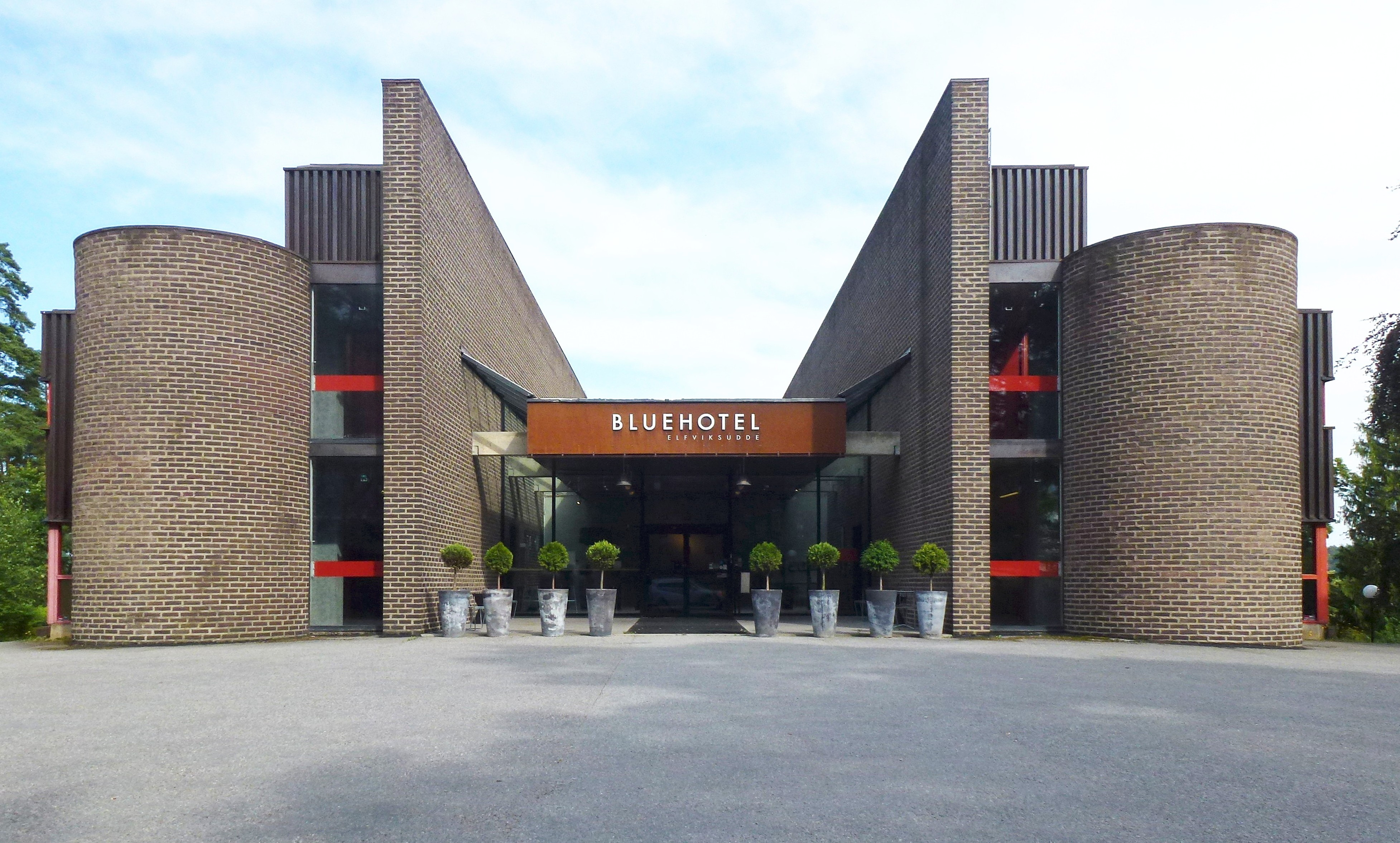
Blue Hotel, entrésidan, fasad mot väst, 2014.

Blue Hotel är ett konferenshotell beläget i området Älvvik i nordöstra delen av Lidingö kommun. Anläggningen byggdes mellan 1966 och 1969 som kursgård för IBM och är sedan år 2003 ombyggd till en hotell- och konferensanläggning. 

## Beskrivning
Blue Hotel Elfviks Udde byggdes på initiativ av IBM som utbildningscenter för norra Europa  ”Nordic Education Center”.  Arkitekter var  Alf Engström, Gunnar Landberg, Bengt Larsson och Alvar Törneman från ELLT arkitektkontor.  Arkitekterna skapade en monumental byggnad i tegel och plåt. Byggnaden gavs en långsmal form i ost-väst riktning som accentueras av tornliknande trapphus i alla fyra hörn. Huvudbyggnaden är uppförd i handslaget tegel med en varmröd färgton och strukna fogar. Söderfasaden är vänd mot Höggarnsfjärden. Söder- och norrfasaderna är beklädda av trapetsprofilerad plåt med roströd cortenyta. Mot syd dominerar stora fönsteröppningar med karmar målade i klarröd kulör. Material och färger skulle harmoniera med den omgivande naturen.
Varje mötesrum fick dagsljus, egen klimatstyrning och egen ljudisolering. Varje hotellrum fick havsutsikt. Byggnaden beskrevs vid öppningen 1970 som ”en arkitektonisk pärla”.  Hotellet har idag 63 hotellrum och 16 konferensrum med olika storlek. Anläggningen omfattar 4 500 m² uthyrbar yta på en stor sjötomt.
År 2003 förvärvades anläggningen av hotellveteranen Ejnar Söder, känd som en av initiatorerna bakom Esso Motorhotell. Köpeskillingen var 29 miljoner kronor. Anläggningen genomgick därefter en omfattande renovering. I januari 2014 övertog Johan Svensson driften av hotellet. Sedan 2020 drivs hotellverksamheten av ESS Group under namnet Ellery Beach House och karaktäriserar sig bl.a. genom lyxig spahotellsprägel med både inom- och utomhuspooler såväl som omfattande restaurangverksamhet. Hotellet hävdar sig vara "Stockholms enda beach resort".

## Bilder

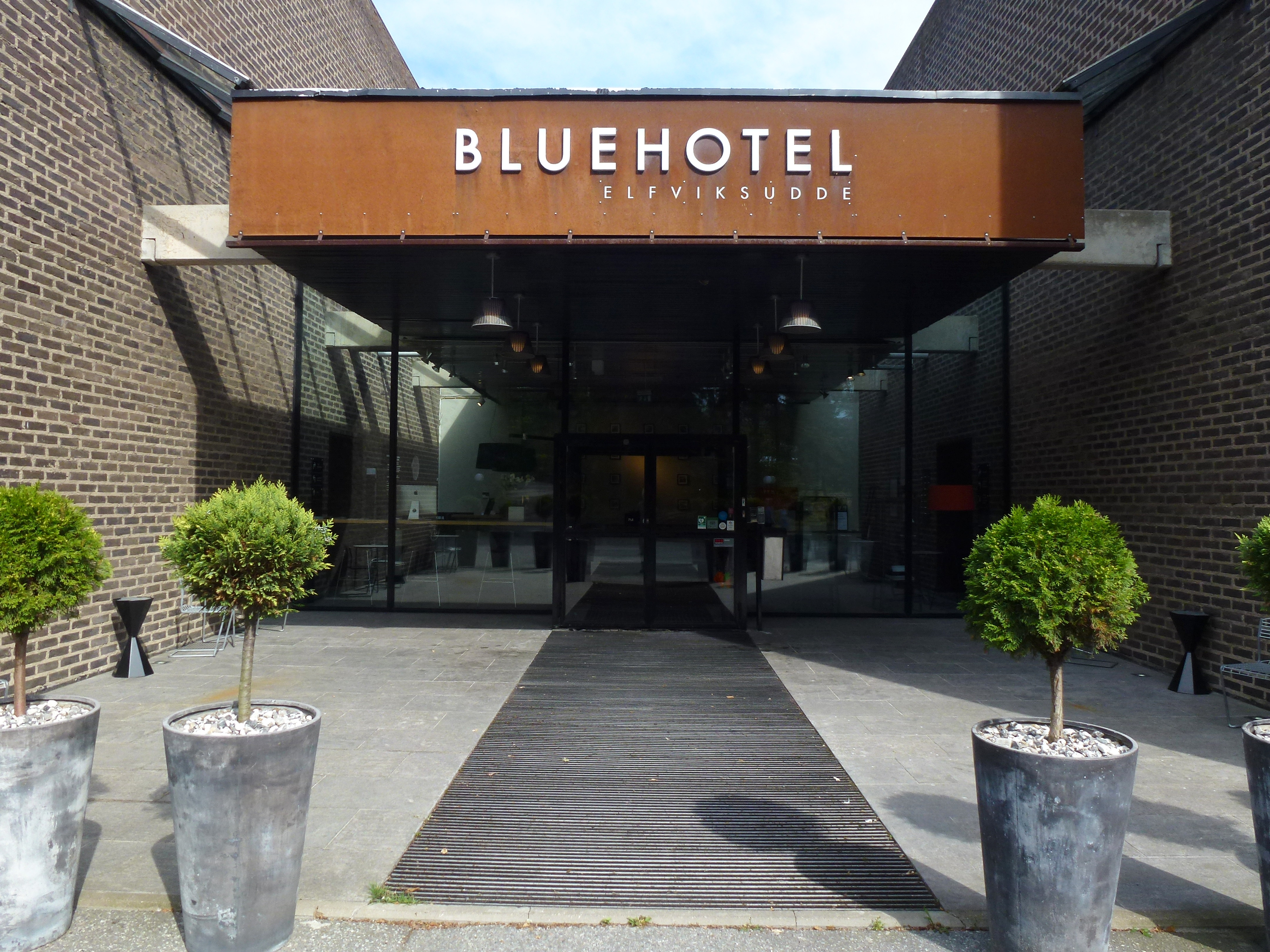
Entrén
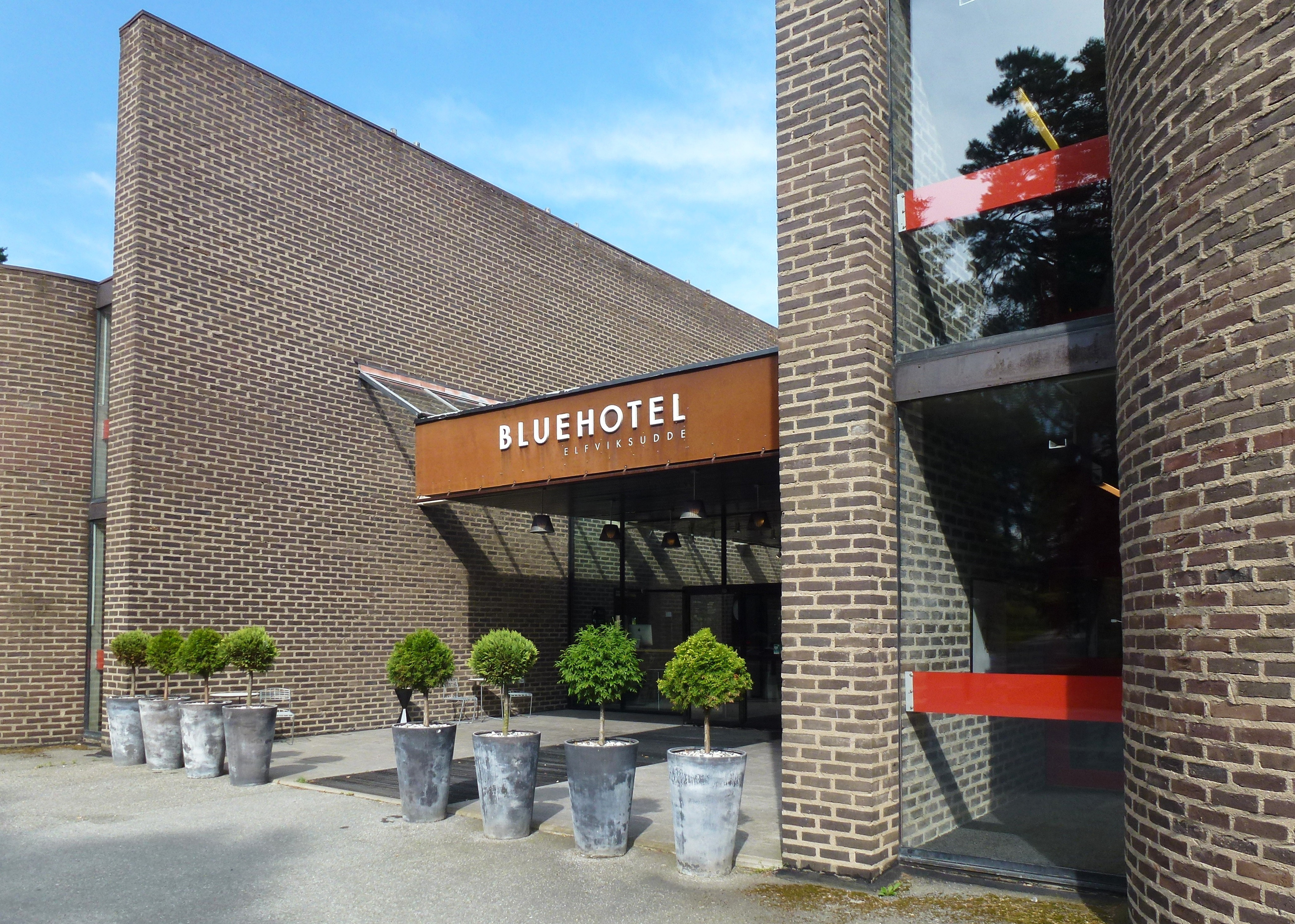
Entrén
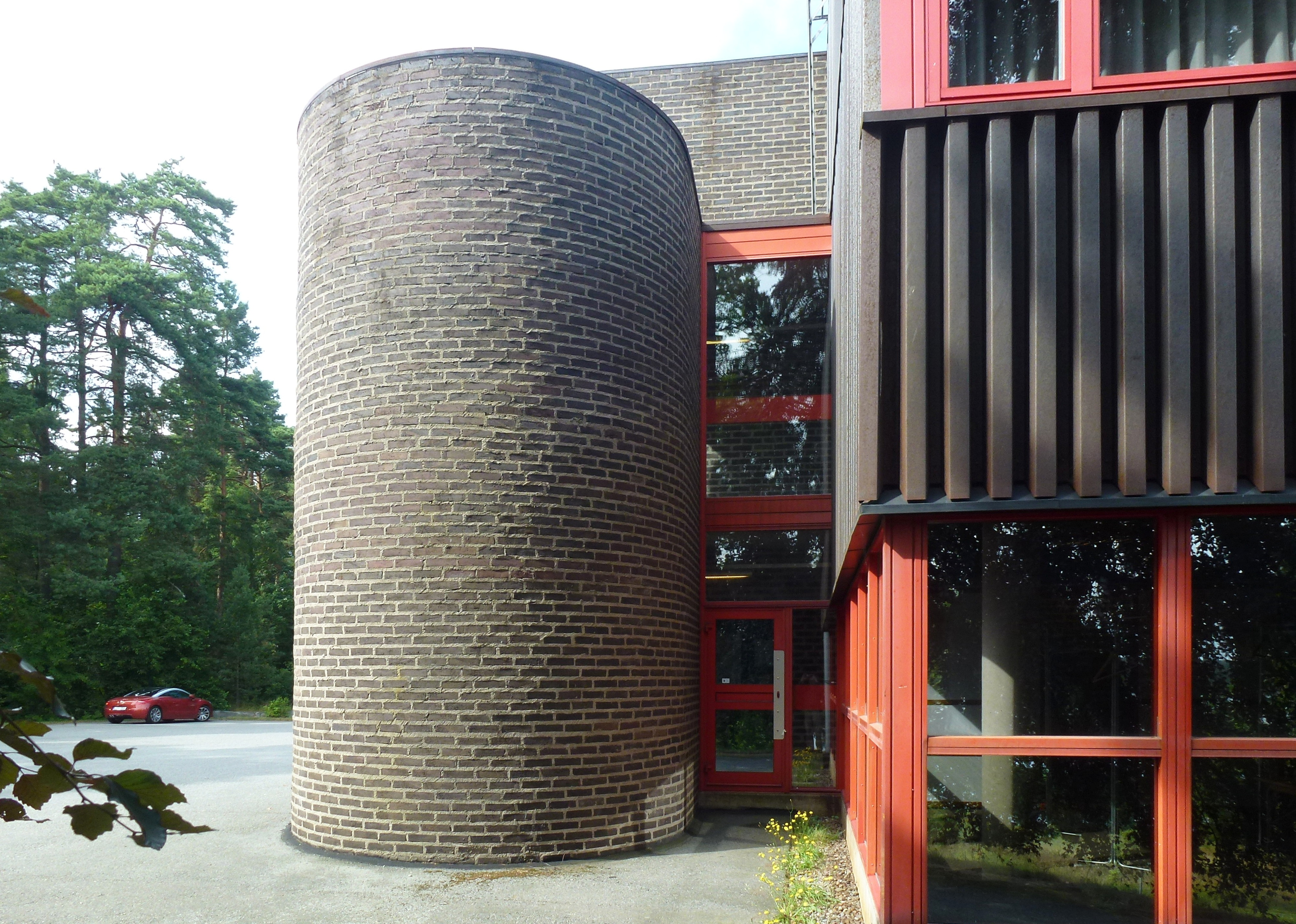
Ett av trapptornen
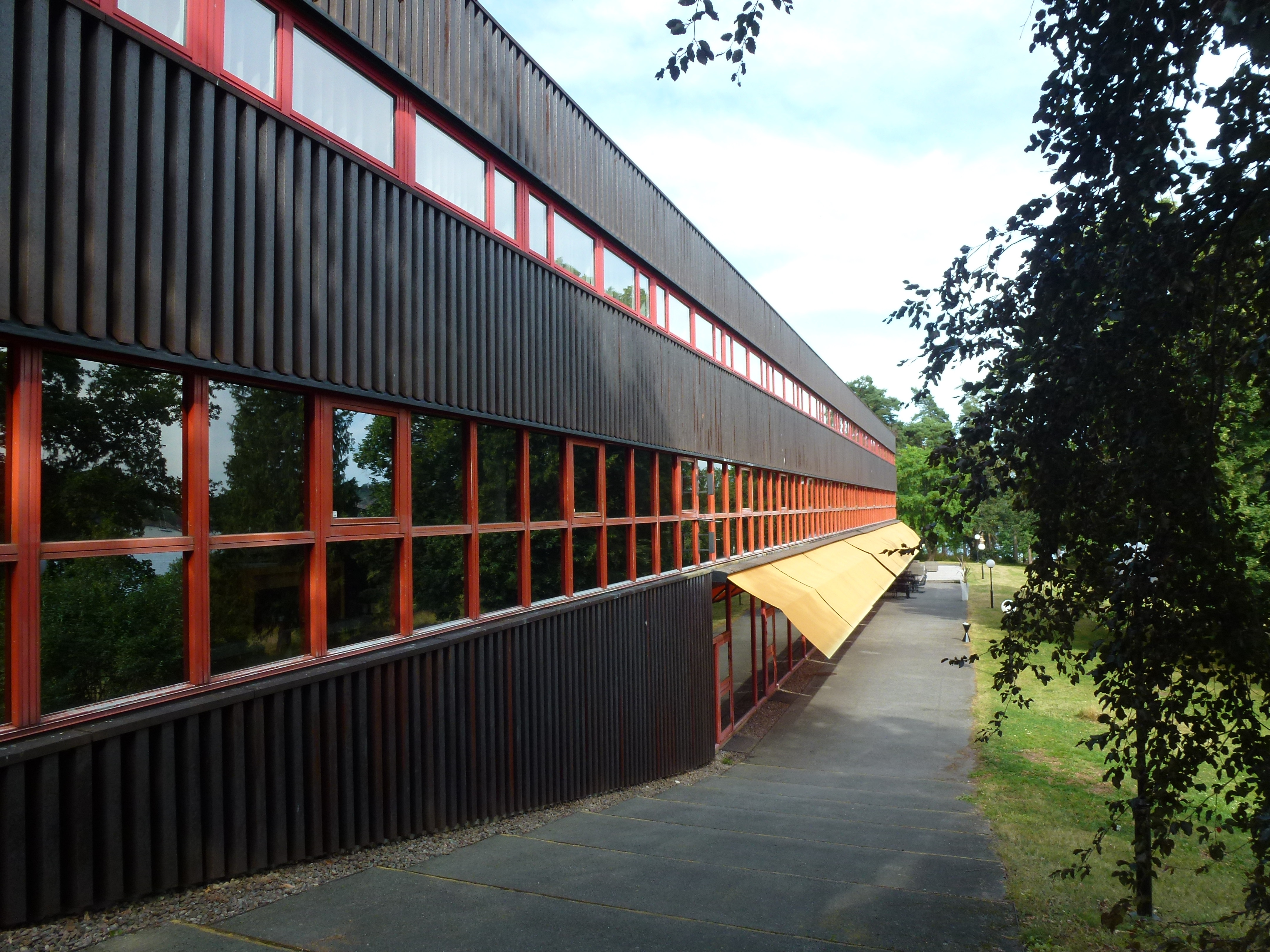
Söderfasaden